# Khamtai Siphandon
Khamtai Siphandon (Provincia di Champasak, 8 febbraio 1924 – Vientiane, 2 aprile 2025) è stato un politico, patriota e rivoluzionario laotiano.

## Biografia
Khamtai lavorò sotto l'amministrazione dell'Indocina francese ma, dopo essere stato arrestato per appropriazione indebita di denaro, fuggì e si unì al Pathet Lao, divenendone uno dei principali comandanti militari. Dopo la vittoria del 1975, divenne generale dell'esercito, fu nominato ministro della Difesa e vicepresidente del Consiglio dei ministri. Nel 1991 venne varata una nuova Costituzione, che concesse al presidente della Repubblica il potere esecutivo precedentemente affidato al governo; Kaysone Phomvihane assunse così il ruolo di capo di Stato, mentre Khamtai divenne Primo ministro.
Alla morte di Phomvihane, Nouhak Phoumsavanh divenne presidente della Repubblica, ma fu Khamtai a detenere il potere effettivo in qualità di nuovo presidente del Partito Rivoluzionario del Popolo Lao, incrementando notevolmente il potere dei militari in seno al governo. Si trovò a dover gestire la crisi finanziaria del 1997, in particolare spalancando le porte del Paese a investimenti cinesi e thailandesi e aumentando i finanziamenti al settore turistico.
La sua autorità fu rafforzata dal sesto Congresso del Partito del 1996, che lo confermò presidente. Nel 1998, inoltre, egli sostituì Nouhak come presidente della Repubblica. Il 2006 vide un cambiamento ai vertici del Paese: in marzo, all'ottavo Congresso del Partito, venne sostituito dal tenente generale Choummaly Sayasone, cui lasciò anche la presidenza della Repubblica in giugno.
Dal marzo 2006 non fu più un membro del Politburo del PRPL, ma deteneva la posizione di "consigliere del Comitato Centrale".